# Sally Walton
Pour les articles homonymes, voir Walton.
Sally Ellen Walton (née le 10 juin 1981 à Southport (Angleterre)) est une joueuse de hockey sur gazon britannique, membre de l'équipe de Grande-Bretagne de hockey sur gazon féminin. 
Avec la Grande-Bretagne, elle est médaillée de bronze aux Jeux olympiques d'été de 2012 à Londres.